# Hosea
| Zwölfprophetenbuch des Tanach                                                                            |
| --- |
| - Hosea - Joel - Amos - Obadja - Jona - Micha - Nahum - Habakuk - Zefanja - Haggai - Sacharja - Maleachi |
| Namen nach dem ÖVBE                                                                                      |

Hosea (auch: Hoschea, hebräisch הושע deutsch ‚JHWH hat gerettet‘, altgriechisch Ωσηε, lateinisch Osee) bezeichnet einen historischen Schriftpropheten (750–725 v. Chr., vollständig: hebräisch הוֹשֵׁעַ בֶּן־בְּאֵרִי [hoˈʃeaʕ bɛn bəʔeˈri], deutsch ‚Hosea Sohn des Beeri‘) im Nordreich Israel und das ihm zugeschriebene Buch. Mit ihm beginnt das Zwölfprophetenbuch im hebräischen Tanach. Es berichtet von Hoseas Kampf gegen den Götzendienst in Metaphern einer Liebesbeziehung.

## Aufbau und Inhalt

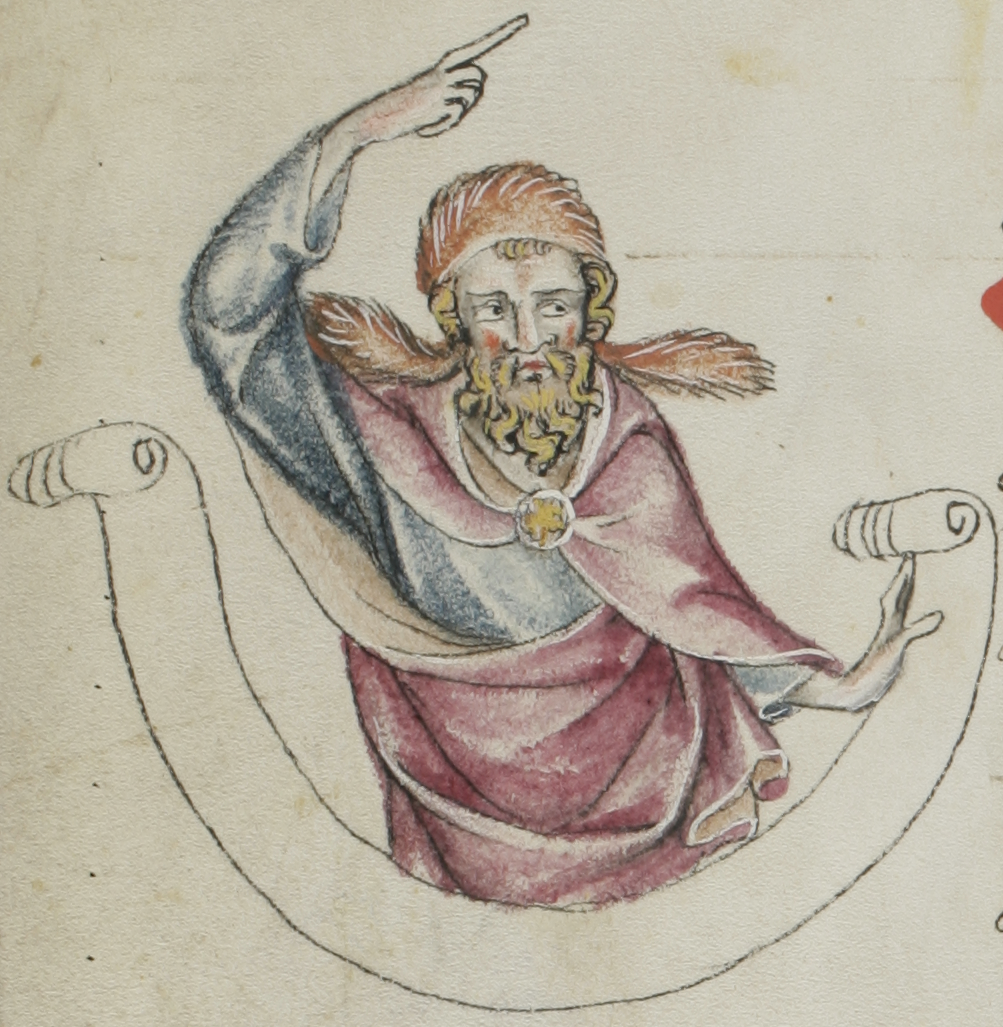
Hosea mit erhobener Hand, Klosterneuburger Evangelienwerk, um 1340

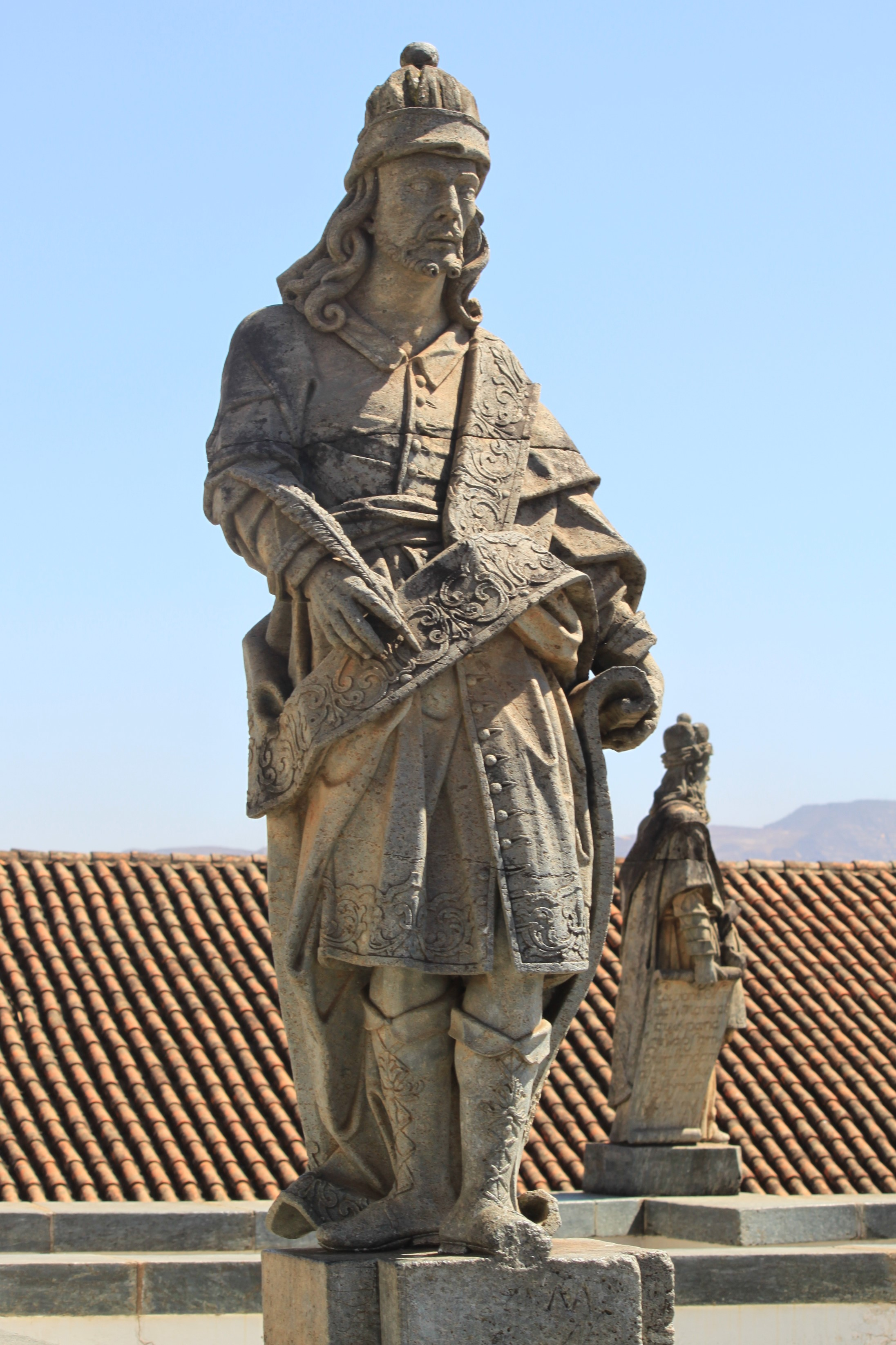
Lebensgroßer Prophet Hosea des brasilianischen Barockkünstlers Aleijadinho im Santuário do Bom Jesus de Matosinhos, in Congonhas de Campo, Minas Gerais

In seiner heutigen Gestalt wird das Buch in drei Teile gegliedert, um die herum Eingangs- und Schlusswort 1,1  und 14,10  als Rahmen stehen. Die Einteilung in 14 Kapitel wurde erst im Mittelalter vorgenommen.

### Erster Teil: Hosea 1,2 bis 3,5
Die ersten drei Kapitel enthalten drei konzentrische Abschnitte (Aufbau: A–B–A'), die Hoseas Ehe mit einer Hure bzw. Ehebrecherin als Spiegel für Israels Untreue gegenüber JHWH darstellen.
- Hos 1,2 EU bis 2,3 EU berichtet in der dritten Person über Hoseas Heirat mit Gomer, der Tochter Diblajims. Die eigentliche Zeichenhandlung ist die Namensgebung für ihre Kinder, die abbilden, dass Gott seinen Bund mit Israel zurücknehme und dieses Volk nicht mehr sein Volk sei: Der erste Sohn soll Jesreel genannt werden, die Tochter Lo-Ruhama („Kein Erbarmen“) und der andere Sohn Lo-Ammi („Nicht mein Volk“).
- Den Mittelteil bildet eine zweiteilige Gottesrede (Hos 2,4–17 EU), die das Thema der Untreue Israels aufgreift. Diese Gottesrede ist umrahmt von den kontrastierenden Heilsankündigungen (Hos 2,1–3 EU und 2,18–25 EU), die das Gericht umkehren und einen neuen Bund Gottes mit dem geläuterten Gottesvolk ankünden.
- In Hos 3 EU berichtet Hosea, dass er erneut eine untreue Frau heiraten muss, um Gottes Leiden an der Untreue Israels biografisch abzubilden. Diesmal zeugte er keine Kinder mit ihr, sondern lebte enthaltsam, um dem Volk zu zeigen: So werdet auch ihr ohne König, Opferkult und Religion leben, bis JHWH euch wieder annimmt. Der Schlussvers lautet:

„Danach werden die Söhne Israels umkehren und den Herrn, ihren Gott, suchen und ihren König David. Zitternd werden sie zum Herrn kommen und seine Güte suchen am Ende der Tage.“

Dieser eschatologische Ausblick deutet auf eine Komposition dieses Hauptteils gegen Ende des Exils, als unter den Exilierten Hoffnungen auf einen Nachkommen Davids aufkamen, der Israel und Juda wiedervereinen und damit die messianische Heilszeit einläuten würde. Hoseas akute gegenwartsbezogene Unheilsansage, die keine Ausflucht mehr ließ, wurde zum Bußruf historisiert, auf den hin vergangenes Geschehen gedeutet wurde, um daraus neue Zukunftsperspektiven zu gewinnen. Hosea weiß sonst nichts vom König David, einem Messias und vom Jerusalemer Tempelkult.
Die beiden widersprüchlichen Eheberichte haben der Exegese viele Rätsel aufgegeben: Welcher der beiden Berichte ist authentisch? Handelte es sich um dieselbe oder eine neue Ehe? War diese bloß metaphorisch zu verstehen oder real? Von einer Scheidung von Gomer wird nichts berichtet. Walther Zimmerli nahm an, dass sie eine Tempelprostituierte war, da Hosea diese Praxis scharf kritisierte und für seine Gerichtspredigt verfolgt wurde (Hos 9,7b–8 ). Seine Treue zu der Ehebrecherin drückte aber bereits JHWHs Treue zu Israel gerade in seinem unausweichlichen Gerichtshandeln aus.

### Zweiter Teil: Hosea 4,1 bis 11,11
Ab dem vierten Kapitel reihen sich Gottes- und Prophetenreden aneinander und reden zuweilen das ganze Volk Israel, dann wieder seine Priester und den König an oder beschreiben ihre Schuld in der dritten Person.
Eine große Anklagerede wie in einem Gerichtsprozess umreißt in Hos 4,1-3  die Thematik des ganzen Buches, eingeleitet mit: „Hört das Wort des Herrn, ihr Söhne Israels!“ (4,1a ) Sie zählt die Vergehen des Volkes auf: „Denn der Herr erhebt Klage gegen die Bewohner des Landes: Es gibt keine Treue und keine Liebe und keine Gotteserkenntnis im Land. Nein, Fluch und Betrug, Mord, Diebstahl und Ehebruch machen sich breit, Bluttat reiht sich an Bluttat.“ (4,1b-2 ) Maßstab sind hier die Zehn Gebote, wobei der Bruch des 1. Gebots, Gott allein zu lieben, alle weiteren Rechtsverstöße nach sich zieht. Dies hat tödliche Folgen für alle: „Darum soll das Land verdorren, jeder, der darin wohnt, soll verwelken, […]“ (4,3 )
Auf diese Darlegung des „Deutehorizonts“ (Jörg Jeremias) als Prozess JHWHs gegen sein Volk folgen zwei durchkomponierte Absätze mit jeweils fünf Abschnitten (Aufbau: 1+2/3+4/5).

#### Absatz 4,4 bis 9,9
Nun werden die beiden Hauptsünden Israels dargestellt.
- Die Gottvergessenheit im Kult (4,4-19 EU und 5,1-7 EU als Abschnitt 1 und 2): Die eigentlichen Verderber des Volkes seien die amtierenden Priester, die Gottes Tora vergäßen (4,6 EU) und bestechlich seien: „Sie nähren sich von der Sünde meines Volkes und sind gierig nach seinen ruchlosen Opfern.“ (4,8 EU). Das schlechte Beispiel ihrer Tempelprostitution (4,14 EU) – die in kanaanäischen Fruchtbarkeitsriten üblich war – stifte die übrige Bevölkerung zum Abfall von Gott an. Da ihnen das Recht anvertraut sei, müsse auf ihren Abfall unweigerlich der Fall aller folgen; dann werde die Suche nach Gott mit Opfern zu spät kommen (5,6 EU).[5]
- Die Gottvergessenheit in der Politik (5,8 EU bis 7,16 EU und 8,1-14 EU als Abschnitt 3 und 4):[5]
  - Die Rede 5,8 EU bis 6,6 EU ergänzt die Kultkritik mit scharfer Kritik an Israels Außenpolitik in der Zeit des Bruderkrieges zwischen Israel und Juda. Die illusorischen Bündnisse mit Assyrien brächten keine Sicherheit, und die oberflächliche Bereitschaft des Volkes zur Umkehr, die auf erste demütigende Niederlagen folgte, vergehe „wie der Tau, der bald vergeht“ (6,4b EU). Gott bediene sich der Propheten, um Israel durch ihren Mund zu „töten“ (Hos 6,5 EU), bis sie endlich begreifen: „Liebe will ich, nicht Schlachtopfer, Gotteserkenntnis statt Brandopfer.“ (Hos 6,6 EU). Die falsche Diplomatie nach außen war also für Hosea nur Kehrseite einer von Grund auf falschen Religionsausübung im Innern. Nicht nur das Opfern für fremde Götter, sondern das Opfern an den Kultorten JHWHs selber war für ihn die Wurzel allen Übels.
  - Die Rede 6,7 EU bis 7,16 EU greift erneut die Priester an: Sie seien die Räuber, Mörder und Ehebrecher, die dem König nur nach dem Mund reden, dabei böse Pläne aushecken und den Niedergang des Staates verschulden. Des Königs törichtes „Hin- und Herlaufen“ zwischen den Großmächten ändere nichts an dem Gericht, das allen bevorstehe, denn das Gerede von Umkehr und die Selbstkasteiung – „sie ritzen sich wund um Korn und Wein“ (Hos 7,14 EU) – sei nichts als Lüge, dahinter verberge sich nur der Wunsch, Gott für eigene Zwecke einzuspannen: „Deshalb wird man in Ägypten [von wo JHWH die Vorväter befreite] über sie spotten.“ (7,16b EU).
- Alles dies gipfelt in der Ablehnung der Prophetie durch Israel und einer Verstrickung in Schuld „wie in den Tagen von Gibea“ (Hosea 9,9 EU).[5]

#### Absatz 9,10 bis 11,11
- In vier Geschichtsrückblicken (9,10-17 EU, 10,1-8 EU, 10,9-15 EU und 11,1-7 EU), die jeweils dem Aufbau Anklage – Strafankündigung folgen, wird der Kontrast zwischen JHWHs liebendem Handeln und Israels unbegreiflicher Abkehr dargestellt.[5]
- Diese Gerichtsrede schließt, statt mit einem Urteilsspruch, nun aber mit einem Heilswort, Hos 11,8–11 EU, in dem JHWH in mütterlicher Liebe einen neuen Exodus verheißt, allerdings durch das Gericht hindurch. Manche Exegeten vermuten hier einen ehemaligen Schluss des Buches.[5]

### Dritter Teil: Hosea 12,1 bis 14,9
Die Kapitel 12–14 sind eine Art Zusammenfassung der hoseanischen Gerichtsverkündigung mit Abschlusscharakter und Einladung zur Umkehr nach dem Fall Samarias. Möglicherweise war das in einem früheren Stadium der Redaktion ein Anhang zu den Kapiteln 4–11, eine Art Schlussdiskussion der Anhänger Hoseas.
Hos 14,2–14,10 wird als eine exilische Heilsprophetie und als Anhang gedeutet.

## Entstehung

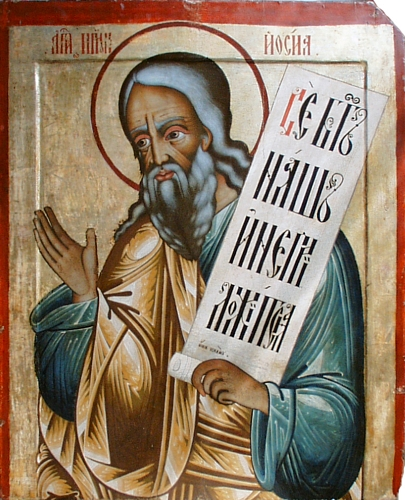
Hosea, russische Ikone, 1. Viertel des 18. Jh.

Der Textbestand des Buches Hosea gehört neben dem Buch Amos zu den biblischen Büchern mit der längsten Überlieferungsgeschichte. Entsprechend uneinig ist die historisch-kritische Bibelforschung über seine mögliche Herkunft und Überlieferungsgeschichte. Diskutiert werden vier denkbare Entstehungsmodelle:
1. Das Buch stamme großenteils von Hosea selbst oder Redeskizzen seiner Schüler.
2. Kapitel 4–14 seien nach 722 von Schülern Hoseas aufgeschrieben und später punktuell ergänzt worden. Kapitel 1–3 habe eine eigene Wachstumsgeschichte gehabt und sei frühestens in exilischer Zeit vorangestellt worden.
3. Die Hälfte der gesammelten Reden Hoseas gehe auf eine nachexilische deuteronomische Redaktion zurück, der eine früh-deuteronomische Sammlung von Hosea-Worten vorgelegen habe. Von Hosea selbst stammten nur einige Sprüche daraus.
4. Das Buch sei Resultat eines rolling corpus (William McCane), d. h. einige kurze authentische Worte Hoseas und seiner Schüler hätten einen unüberschaubaren Kommentierungsprozess ausgelöst, wobei bis ins Exil hinein Kommentar auf Kommentar gefolgt sei.

Sicher ist, dass ein Teil der hier gesammelten Prophetensprüche auf eine judäische Redaktion in oder nach dem Babylonischen Exil (586–539 v. Chr.) zurückgeht, die Unheilsworte an das Nordreich auf das Südreich bezog und entsprechend ergänzte. Das zeigen im ganzen Buch verstreute angehängte Einzelverse, die Israels Schicksal von 722 als Mahnung an Juda deuten (4,15 ; 5,5 ; 6,1–3 ; 7,10 ; 8,14 ; 10,11 ; 11,10f ).
Dieser Redaktion kann jedoch schon eine lange überlieferte Sammlung von Hoseas Prophetie vorgelegen haben, die wahrscheinlich bald nach 722 im Südreich begann. Eventuell wurden dort bereits Heilsansagen unverbunden neben die älteren, authentischen Unheilworte Hoseas gestellt, da nach 586 auch judäische Prophetie auf diese Weise ergänzt und gedeutet wurde (Hans Walter Wolff, Otto Kaiser).

## Autor und Zeitgeschichte
Hos 1,1  stellt Hosea als Sohn Beeris vor. Mehr erfährt man nicht über seine Herkunft. Er stammte aber wohl aus dem Nordreich, denn er bezog sich ausschließlich auf dessen Traditionen und trat vor allem in der Hauptstadt Samaria, eventuell auch anderen israelitischen Kultorten wie Bethel und Gilgal auf, die genannt werden.

Hosea, Klosterneuburger Evangelienwerk, ca. 1340

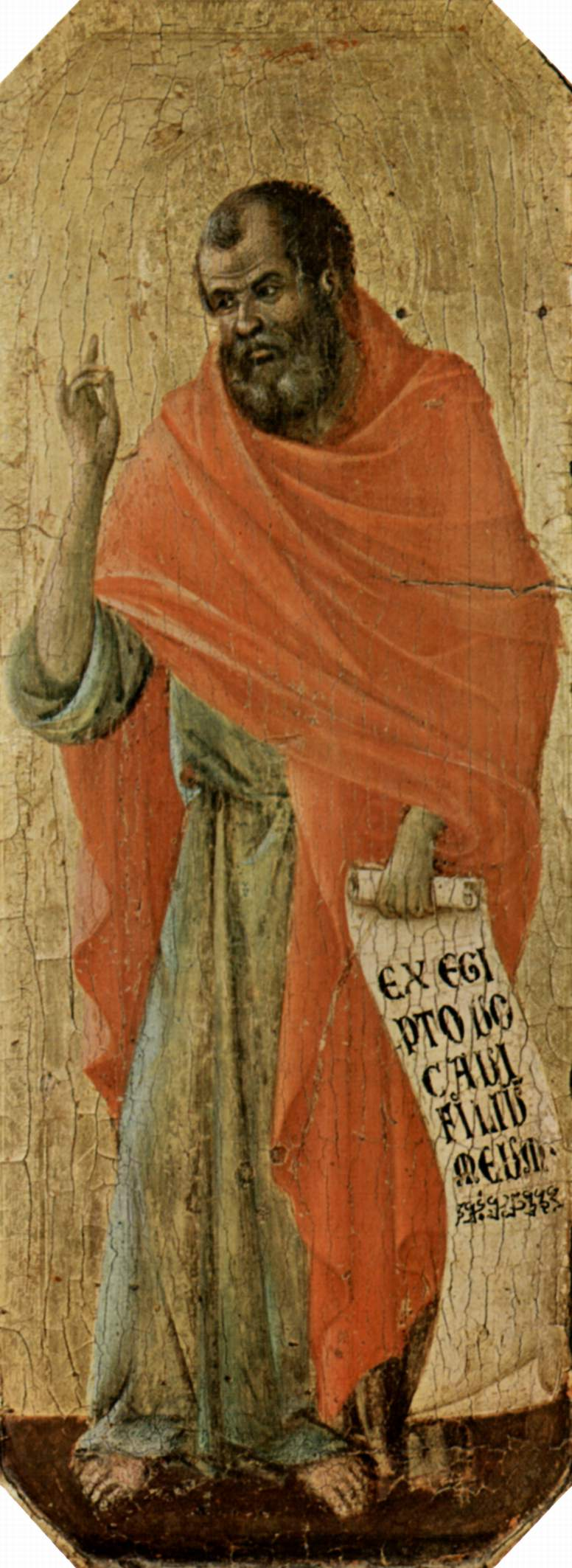
Hosea, Duccio di Buoninsegna, ca. 1310

Er soll in der Regierungszeit der judäischen Könige von Usija (ca. 787–736 v. Chr.) bis zu Hiskija (ca. 728–700 v. Chr.) sowie unter dem israelitischen König Jerobeam II. (787–747 v. Chr.) gewirkt haben. Diesem war zunächst eine Rückeroberung der an die Aramäer verlorenen Gebiete gelungen (2 Kön 14,25 ). Doch bald darauf wurden Israel und Juda zunehmend von der neuen Großmacht Assyrien bedroht; 722 v. Chr. eroberte deren König Salmanassar V. Samaria und beendete das Königtum des Nordreichs.
Einige Anspielungen erlauben, Hoseas Wirkungszeitraum näher einzugrenzen:
- Nach Hos 1,4 EU sollte Hosea seinen ersten Sohn „Jesreel“ nennen zum Zeichen dafür, dass JHWH die „Bluttat von Jesreel“ bald sühnen werde. So hieß die Königsstadt, in der der Heerführer Jehu die Nachkommen des Königs Ahab ausrotten ließ und selbst den Thron an sich riss (2 Kön 10,1–11 EU). Jehus Dynastie endete laut 2 Kön 15 EU mit dem Sturz seines Ururenkels Secharja (747 v. Chr.) Demnach begann Hosea in den Jahren davor aufzutreten, als Israel unter Jerobeam II. eine Zwischenzeit des Friedens und Wohlstands erlebte. Hoseas deutlicher Hinweis auf das blutige Gemetzel, auf dem der Scheinfriede aufgebaut wurde, und dessen unausweichliche Folgen erfüllte sich 733 v. Chr., als der Assyrerkönig Tiglat-Pileser III. dem Staat Israel große Gebietsteile raubte, darunter die Ebene Jesreel.
- In Hos 7,11f EU und 12,2 EU kritisiert der Prophet die zwischen den Assyrern und Ägypten hin- und herschwankende Bündnispolitik des Nordreichs: Dies verweist auf die Spätzeit des letzten nordisraelitischen Königs Hoschea (731–723 v. Chr.), der die assyrische Eroberung durch Tributzahlungen aufzuhalten versuchte und dann provozierte, indem er sich heimlich mit der konkurrierenden Großmacht Ägypten gegen Assur verbündete (2 Kön 17,3f EU).
- Der Prophet kündigt wiederholt den Untergang des Nordreichs an, der 722 v. Chr. nach dreijähriger Belagerung Samarias eintrat (2 Kön 17,5f EU). Darüber berichtet Hosea nichts, er erlebte den assyrischen Sieg also offenbar nicht mehr. Deshalb nimmt man eine Wirkungszeit zwischen 750 v. Chr. (Jerobeam II.) und etwa 725 v. Chr. (Belagerungsbeginn) an.

Anders als bei dem etwa zur selben Zeit auftretenden Propheten Amos (Am 7,14 ) wird von Hosea keine ausdrückliche Berufung berichtet. Seine Prophetie ist überwiegend Kultkritik, verrät genaue Kenntnis der Opferpraxis und stellt die Exodustradition in den Vordergrund. Man hat deshalb vermutet, dass Hosea mit oppositionellen Priestern im Nordreich verbunden war, die den Synkretismus bekämpften und – ähnlich wie schon die vorherigen Propheten Elija und Elischa – die exklusive Verehrung JHWHs gegen eine ausgleichende, den kanaanäischen Baalskult einbeziehende Religionspolitik der Könige durchzusetzen versuchten. Diese Politik wird im Deuteronomistischen Geschichtswerk stereotyp als „Sünde Jerobeams“ für den Untergang des Nordreichs verantwortlich gemacht.
Hoseas eigene Liebesgeschichte war eine Leidensgeschichte. Er heiratete eine Frau, die ihm immer wieder untreu wurde. Er beschwor sie, sperrte sie sogar ein, um weitere Treffen mit ihren Liebhabern zu verhindern. Er beschimpfte sie als Hure oder versuchte es mit pädagogischen Strafen.

„Auch mit ihren Kindern habe ich kein Erbarmen; denn es sind Dirnenkinder. Ja, ihre Mutter war eine Dirne, die Frau, die sie gebar, trieb schändliche Dinge. Sie sagte: Ich will meinen Liebhabern folgen; sie geben mir Brot und Wasser, Wolle und Leinen, Öl und Getränke. Darum versperre ich ihr den Weg mit Dornengestrüpp und verbaue ihn mit einer Mauer, sodass sie ihren Pfad nicht mehr findet. Dann rennt sie ihren Liebhabern nach, holt sie aber nicht ein. Sie sucht nach ihnen, findet sie aber nicht. Dann wird sie sagen: Ich kehre um und gehe wieder zu meinem ersten Mann; denn damals ging es mir besser als jetzt.“

Diese katastrophale Ehe, in der der Betrogene trotz deren Untreue nicht von der geliebten Frau lassen kann, wurde als Symbol für Israel genommen, dessen treuloses Volk gleich mehrere Götter verehrte. Hoseas Geduld, der weder seine Frau noch die Hoffnung auf ihre Rückkehr aufgibt, zeugt von einer großen, anrührenden Leidenschaft.

„Wie könnte ich dich preisgeben, Efraim, wie dich aufgeben, Israel? Wie könnte ich dich preisgeben wie Adma, dich behandeln wie Zebojim? Mein Herz wendet sich gegen mich, mein Mitleid lodert auf. Ich will meinen glühenden Zorn nicht vollstrecken und Efraim nicht noch einmal vernichten. Denn ich bin Gott, nicht ein Mensch, der Heilige in deiner Mitte. Darum komme ich nicht in der Hitze des Zorns.“

## Theologische Schwerpunkte
Als Prophet des Nordreichs bezog sich Hosea ausschließlich auf dessen Traditionen, vor allem den Auszug aus Ägypten, die Wüstenwanderung und das 1. Gebot (Hos 13,4 ). Seine Gerichtspredigt war ebenso radikal wie die seines Zeitgenossen Amos. Auch Hosea verlangte soziale Gerechtigkeit und Gesellschaftsveränderung (Hos 10,12f ), stellte aber die Kritik am Opferkult und den Priestern in den Vordergrund. Dabei knüpfte er an die ältere vorschriftliche Prophetie Elijahs an, der ebenfalls jede Synthese von Baal und JHWH als für Israel tödlichen Abfall ablehnte (1 Kön 18 ).
Hosea bezog diese Kritik aber nicht nur auf den neben der JHWH-Verehrung fortbestehenden Baalskult (2,11 ; 9,10 ; 11,2 ), sondern auf die traditionellen Tieropfer für JHWH selber, die Israels Gott wie Baal zum Garanten des Wohlergehens missbrauchten:

„Kommt nicht nach Gilgal, zieht nicht nach Bet-Awen hinauf! Schwört nicht: So wahr der Herr lebt!“

Selbst an den Orten und unter dem Vorwand der JHWH-Verehrung verbarg sich für ihn der „Götzendienst“. Das in Ex 32 als Blasphemie verurteilte Stierkalb aus Gold war wahrscheinlich kein Fremdgötterbild, sondern ein aus Kanaan übernommenes Symbol für die von JHWH erwartete Fruchtbarkeit des Landes (Hos 8,5 ; 10,5 ), dem Stiere geopfert wurden (Hos 12,12 ). Hosea verwarf im Namen des so angebeteten Gottes den Opferkult überhaupt:

„Liebe will ich, nicht Schlachtopfer, Gotteserkenntnis statt Brandopfer.“

Dem stand Hoseas politische Kritik in nichts nach. Er bezog sie nicht nur auf gewaltsame Umstürze und schwankende Außenpolitik der Könige Israels, sondern auf das Königtum überhaupt:

„Ihre ganze Bosheit hat sich in Gilgal enthüllt, dort habe ich sie hassen gelernt.“

In Gilgal war seinerzeit Saul zum ersten König Israels gewählt worden (1 Sam 11 ). Statt einen neuen König wie von Priestern und Propheten erwartet als Heilsbringer zu bejubeln, sah Hosea Thronfolgen und Thronwirren als Zeichen des göttlichen Gerichts:

„In meinem Zorn gab ich dir einen König, in meinem Groll nahm ich ihn weg.“

Die in der Abhängigkeit von König- und Priestertum sichtbare Untreue des Volkes führe dessen sicheren Untergang herbei (13,9 ), hebe aber dennoch Gottes Treue zu ihm nicht auf (11,8 ). In den politischen Katastrophen Israels sah Hosea vielmehr Gott wieder so handeln, wie er in Israels Frühzeit an ihm gehandelt hatte: Nur die Rückführung nach „Ägypten“ (Hos 8,13 ; 11,1 ) und in die Wüste (Hos 5,9 ; 12,10 ), also eine neue Fremdherrschaft, die Israels eigenmächtige Institutionen und Führungsautoritäten entmachtete (Hos 7,16 ; 11,5 ), werde dieses Volk lehren, seiner Berufung zu folgen und allein seinem Gott zu vertrauen (Hos 10,2-3 ).
Wie später Jeremia (Jer 31,20 ) und Tritojesaja (Jes 63,15 ) betonte Hosea aber auch Gottes Leidenschaft für sein untreues Volk und sein Mitleiden an dessen Schicksal bis hin zum „Schmerz“:

„Mein Herz ist andern Sinnes [auch übersetzbar mit: kehrt sich um in mir, schmerzt mich], all meine Barmherzigkeit ist entbrannt.“

Gerade diese Fähigkeit zur Reue und zum erneuten Erbarmen gegenüber dem Wankelmut und der Untreue des menschlichen Bundesgenossen sah Hosea als die unverwechselbare Identität dieses Gottes (Hos 11,9 ): „[…] Denn ich bin Gott, nicht ein Mensch […]“.
Theologen wie Jürgen Moltmann und Wilfried Härle sehen in dieser prophetischen Theologie vom mitleidenden Schmerz Gottes eine notwendige Korrektur eines einseitigen Gottesbildes, das Gottes Wesen nur als Liebe ohne innere Bewegung, ohne Veränderung und Dramatik bestimmt. Gericht, Zorn, Verstoßung und erneute Annahme der geliebten Menschen seien untrennbare und unausweichliche Teilmomente dieser Liebe und machten ihren Realitätsgehalt in der Geschichtserfahrung Israels aus.

## Rezeption
In der synagogalen Praxis wird an dem Schabbat zwischen Rosch ha-Schana und Jom Kippur die Haftara aus dem 14. Kapitel des Buches Hoschea (Vers 2) vorgetragen. Die Lesung beginnt mit den hebräischen Worten Schuwa Jisrael: „Kehre um, Jisrael, zum Ewigen, deinem Gotte, hin.“ Aufgrund dieser prophetischen Lesung erhielt dieser Schabbat auch seinen besonderen Namen Schabbat Schuwa = „Schabbat der Umkehr“ und fügt sich damit in die zehn Tage der Umkehr zwischen Rosch ha-Schana und Jom Kippur ein.

### Lexikonartikel, Bibliografien und Einleitungen
- Michael Hanst: Hosea. In: Biographisch-Bibliographisches Kirchenlexikon (BBKL). Band 2, Bautz, Hamm 1990, ISBN 3-88309-032-8, Sp. 1069–1071 (Artikel/Artikelanfang im Internet-Archive).
- Jean-Georges Heintz, Lison Millot: Le livre prophétique d'Osée. Texto-bibliographie du XXème siècle. Harrassowitz, Wiesbaden 1999, ISBN 3-447-04113-7.
- Jörg Jeremias: Hosea/Hoseabuch. In: Theologische Realenzyklopädie 15 (1986), S. 586–598 (Überblick und weitere Literatur).
- Watson E. Mills: Hosea, Joel. Bibliographies for biblical research Old Testament Series 21A. Mellen Biblical Press, Lewiston, NY 2002, ISBN 0-7734-2490-3.
- Erich Zenger u. a.: Einleitung in das Alte Testament. 5. Auflage. W. Kohlhammer, Stuttgart 2004, ISBN 3-17-018332-X, S. 521–528 (Überblick und weitere Literatur).

### Kommentare
- Jörg Jeremias: Der Prophet Hosea. ATD 24/1, Göttingen 1983.
- Hellmuth Frey: Das Buch des Werbens Gottes um seine Kirche. Der Prophet Hosea. Die Botschaft des Alten Testaments 23,2. 4. Aufl. Calwer Verlag, Stuttgart 1990, ISBN 3-7668-0053-1.
- Eleonore Beck: Gottes Traum - eine menschliche Welt. Hosea - Amos - Micha. Stuttgarter kleiner Kommentar Altes Testament 14. 3. Aufl. Verl. Kath. Bibelwerk, Stuttgart 1994, ISBN 3-460-05141-8.
- Eberhard Bons: Das Buch Hosea. Neuer Stuttgarter Kommentar. Altes Testament 23,1. Verl. Kath. Bibelwerk, Stuttgart 1996, ISBN 3-460-07231-8.
- A. A. Macintosh: A Critical and Exegetical Commentary on Hosea. ICC. T. & T. Clark, Edinburgh 1997, ISBN 0-567-08545-7.
- Martin Holland: Der Prophet Hosea. Wuppertaler Studienbibel.AT. 4. Aufl. Brockhaus, Wuppertal 1997, ISBN 3-417-25203-2.
- Hans Walter Wolff: Hosea. Biblischer Kommentar 14. 5. Aufl., Studienausg. Neukirchener Verl., Neukirchen-Vluyn 2004, ISBN 3-7887-2024-7.
- Ehud Ben Zvi: Hosea. FOTL 21,A,1. Eerdmans, Grand Rapids, Mich. u. a. 2005, ISBN 0-8028-0795-X.

### Einzelstudien
- Thomas Naumann: Hoseas Erben. Strukturen der Nachinterpretation im Buch Hosea. BWANT 131. Kohlhammer, Stuttgart u. a. 1991, ISBN 3-17-011579-0.
- Jörg Jeremias: Hosea und Amos. Studien zu den Anfängen des Dodekapropheton. Forschungen zum Alten Testament 13. Mohr, Tübingen 1996, ISBN 3-16-146477-X.
- Martin Schulz-Rauch: Hosea und Jeremia. Zur Wirkungsgeschichte des Hoseabuches. Calwer theologische Monographien A/16. Calwer, Stuttgart 1996, ISBN 3-7668-3381-2.
- Henrik Pfeiffer: Das Heiligtum von Bethel im Spiegel des Hoseabuches. FRLANT 183. Vandenhoeck & Ruprecht, Göttingen 1999, ISBN 3-525-53867-7.
- Barbara Fuß: „Dies ist die Zeit, von der geschrieben ist …“. Die expliziten Zitate aus dem Buch Hosea in den Handschriften von Qumran und im Neuen Testament. Neutestamentliche Abhandlungen N.F. Bd. 37. Aschendorff, Münster 2000, ISBN 3-402-04785-3.
- Wolfgang Schütte: „Säet euch Gerechtigkeit!“ Adressaten und Anliegen der Hoseaschrift. Beiträge zur Wissenschaft vom Neuen und Alten Testament 179. Stuttgart 2008, ISBN 978-3-17-020355-6.
- David-Christopher Böhme, Johannes Müller, Heinz-Dieter Neef: Hoseas Botschaft als Prophetie. Targum Jonathan zu Hosea 1-3. Biblische Notizen N.F. 131, 2006, 17–38, ISSN 0178-2967.
- Katrin Keita: Gottes Land. Exegetische Studien zur Land-Thematik im Hoseabuch in kanonischer Perspektive. Theologische Texte und Studien 13. Olms, Hildesheim 2007, ISBN 978-3-487-13587-8.
- Walter Gisin: Hosea. Ein literarisches Netzwerk beweist seine Authentizität. Bonner biblische Beiträge 139. Philo, Berlin u. a. 2002, ISBN 3-8257-0320-7.
- Martin Mulzer: Alarm für Benjamin. Text, Struktur und Bedeutung in Hos 5,8 -8,14. Arbeiten zu Text und Sprache im Alten Testament 74. EOS-Verl., St. Ottilien 2003, ISBN 3-8306-7162-8.
- Edgar W. Conrad: Reading the Latter Prophets. Toward a New Canonical Criticism. JSOTSup 376. T. & T. Clark International, London 2003, ISBN 0-8264-6652-4.
- Roman Vielhauer: Das Werden des Buches Hosea. Eine redaktionsgeschichtliche Untersuchung. Beihefte zur Zeitschrift für die alttestamentliche Wissenschaft 349. de Gruyter, Berlin 2005, ISBN 3-11-018242-4.
- Hans Walter Wolff: Die Hochzeit der Hure. Hosea heute. Christian Kaiser Verlag, München 1979, ISBN 3-459-01233-1.
- Marie-Theres Wacker: Figurationen des Weiblichen im Hoseabuch (= Herders Biblische Studien, Band 8). Herder, 1995, ISBN 3-451-23951-5